# Paracicerina maristoi
Paracicerina maristoi är en plattmaskart som beskrevs av Tor Karling 1952. Paracicerina maristoi ingår i släktet Paracicerina och familjen Cicerinidae. Arten är reproducerande i Sverige. Inga underarter finns listade i Catalogue of Life.